# Lasse Spang Olsen
Lasse Spang Olsen (sinh ngày 23.4.1965 tại Virum, Đan Mạch) là đạo diễn điện ảnh, người viết kịch bản phim. Lasse là con trai của họa sĩ kiêm nhà văn Ib Spang Olsen (11.6.1921). Trước kia Lasse làm người điều phối những người đóng thay cho dìễn viên chính trong các cảnh nguy hiểm (stunt man), sau đó cùng với người anh Martin Spang Olsen trở thành stunt man và mở trường đào tạo stunt man ở Copenhagen.

## Các phim do Lasse Spang Olsen đạo diễn
- 1993 = Hvordan vi fik vores naboer (Làm thế nào để có những người hàng xóm)
- 1993 = Which is the way to painful city ? (phim ngắn)
- 1994 = A tragedy with a happy end
- 1994 = Valle & Volmer (loạt phim truyền hình)
- 1995 = Operation Cobra
- 1996 = Davids bog (David's Book)
- 1999 = I Kina spiser de hunde (Ở Trung quốc người ta ăn thịt chó)
- 2001 = Jolly Roger
- 2001 = Mosekonen
- 2002 = Gamle mænd i nye biller (Old men in new cars)
- 2002 = Det skæv Skib
- 2004 = Inkasso (The collector)
- 2004 = Den gode strømer (The good Cop)
- 2007 = Den sorte Madona

## Các kịch bản
- 2001 = Jolly Roger
- 2004 = Den gode strømer